# クリスティーヌ・ゴズラン
クリスティーヌ・ゴズラン（Christine Gozlan、1958年7月16日 - ）は、フランスの映画プロデューサー、実業家である。テルマ・フィルム会長、シネヴァルセ責任者。

## 人物・来歴
1958年（昭和33年）7月16日、フランスのイヴリーヌ県ヴェルサイユに生まれる。父はレジオンドヌール勲章シュヴァリエ章受章者のロジェ・ゴズラン、母はシュザンヌ・ゴズランである。
当初、助監督としてキャリアを始め、1975年（昭和50年）、17歳で映画監督ジュスト・ジャカンの助監督となり、同監督の『O嬢の物語』にクレジットされる。その後、製作畑に転向、1977年（昭和52年）映画プロデューサージャン＝セルジュ・ブルトンのもとで、クリスチャン・ブリクー監督の『パラディーソ』の製作主任をつとめる。そのころ、映画プロデューサーアラン・サルドと出逢い、1979年（昭和54年）、21歳のころ、サルドのサラ・フィルムに入社、ベルトラン・ブリエ監督の『料理は冷たくして』の製作主任をつとめ、その後、多くの現場を仕切った。
1980年（昭和55年）、ベルトラン・タヴェルニエが監督・プロデュースした『一週間のヴァカンス』で、22歳にして、同作をプロデュースしたサラ・フィルムのエグゼクティヴ・プロデューサーとしてクレジットされた。以降も製作主任として1980年代のサラ・フィルム、レ・フィルム・アラン・サルドの作品を手がけ、1985年（昭和60年）、27歳のときにジャン＝リュック・ゴダール監督の『ゴダールの探偵』でプロデューサーと製作主任を兼務している。1987年（昭和62年）のロベール・アンリコ監督の『夏に抱かれて』、1988年（昭和63年）のナディーヌ・トランティニャン監督の『翡翠の家』からはプロデューサーに本格的に昇格したが、その後も製作主任として現場に立つことをつづけた。
1990年代を通じて、レ・フィルム・アラン・サルドのエグゼクティヴプロデューサーとして、ゴダールをはじめジョルジュ・ロートネル、アラン・コルノー、フィリップ・ド・ブロカ、ジョゼ・ジョヴァンニといったヴェテラン監督の作品や、ニコール・ガルシア、ノエミ・ルヴォウスキ、クリスティーヌ・カリエールら女性監督の作品を手がけ、ジャック・ドワイヨンの監督作品を多く手がけた。1997年（平成9年）にはヴァランシエンヌ映画祭プロデューサー賞を受賞した。
2000年（平成12年）、映画製作会社シネヴァルセのCEOに就任する。2004年（平成16年）、当時24歳のプロデューサーダヴィッド・ポワロとともに映画製作会社テルマ・フィルムを設立、社長に就任した。同社では、とくに新人監督の発掘と支援を手がけている。

## おもなフィルモグラフィ

### 1970年代
- 『O嬢の物語』 Histoire d'O : 監督ジュスト・ジャカン、1975年 - 助監督
- 『パラディーソ』 Paradiso : 監督クリスチャン・ブリクー、1977年 - 製作主任
- Le mors aux dents : 監督ロラン・エヌマン、1979年 - 製作主任
- 『西インド諸島』 West Indies : 監督メド・オンド、1979年 - 製作主任
- 『料理は冷たくして』 Buffet froid : 監督ベルトラン・ブリエ、1979年 - 製作主任

### 1980年代
- Même les mômes ont du vague à l'âme : 監督ジャン＝ルイ・ダニエル、1980年 - 製作主任
- 『一週間のヴァカンス』 Une semaine de vacances : 監督ベルトラン・タヴェルニエ、1980年 - エグゼクティヴプロデューサー
- 『義理の父』 Beau-père : 監督ベルトラン・ブリエ、1981年 - 製作主任
- 『海辺のホテルにて』 Hôtel des Amériques : 監督アンドレ・テシネ、1981年 - 製作主任
- 『高給取りは挙手されたし!』 Que les gros salaires lèvent le doigt ! : 監督ドニス・グラニエ＝ドフェール、1982年 - 製作主任
- 『エマニュエル』 Emmanuelle IV : 監督フランシス・ルロワ / イリス・ルタン、1984年 - 製作担当
- 『つぎの夏』 L'été prochain : 監督ナディーヌ・トランティニャン、1985年 - 製作主任
- 『ゴダールの探偵』 Détective : 監督ジャン＝リュック・ゴダール、1985年 - プロデューサー / 製作主任
- 『ふたりだけの舞台』 Comédie! : 監督ジャック・ドワイヨン、1987年 - 製作主任
- 『二匹のクロコダイル』 Les deux crocodiles : 監督ジョエル・セリア、1987年 - 製作主任
- 『夏に抱かれて』 De guerre lasse : 監督ロベール・アンリコ、1987年 - エグゼクティヴプロデューサー
- 『翡翠の家』 La maison de jade : 監督ナディーヌ・トランティニャン、1988年 - 筆頭プロデューサー

### 1990年代
- 『ヌーヴェルヴァーグ』Nouvelle vague : 監督ジャン＝リュック・ゴダール、1990年 - ユニット製作主任
- 『女の復讐』 La vengeance d'une femme : 監督ジャック・ドワイヨン、1990年 - 筆頭プロデューサー
- 『二週間に一度の週末』 Un week-end sur deux : 監督ニコール・ガルシア、1990年 - 共同プロデューサー
- 『怪人プチオの密かな愉しみ』 Docteur Petiot : 監督クリスチャン・ド・シャロンジュ、1990年 - エグゼクティヴプロデューサー
- 『ピストルと少年』 Le petit criminel : 監督ジャック・ドワイヨン、1990年 - 筆頭プロデューサー
- 『デュ・バック街』 Rue du Bac : 監督ガブリエル・アギヨン、1991年 - エグゼクティヴプロデューサー
- La tribu : 監督イヴ・ボワッセ、1991年 - エグゼクティヴプロデューサー
- 『パリの空』 Le ciel de Paris : 監督ミシェル・ベナ、1991年 - エグゼクティヴプロデューサー / 筆頭プロデューサー
- 『シャルロット・ゲンズブール 愛されすぎて』 Amoureuse : 監督ジャック・ドワイヨン、1992年 - エグゼクティヴプロデューサー
- 『カサノヴァ最後の恋』 Le retour de Casanova : 監督エドゥワール・ニエルマン、1992年 - エグゼクティヴプロデューサー
- 『ルーム・サーヴィス』 Room Service : 監督ジョルジュ・ロートネル、1992年 - エグゼクティヴプロデューサー
- 『危険な友情 マックス&ジェレミー』 Max & Jeremie : 監督クレール・ドヴェール、1992年 - エグゼクティヴプロデューサー
- 『若きウェルテル』 Le jeune Werther : 監督ジャック・ドワイヨン、1993年 - エグゼクティヴプロデューサー
- 『ゴダールの決別』 Hélas pour moi : 監督ジャン＝リュック・ゴダール、1993年 - プロデューサー
- 『私を忘れて』 Oublie-moi : 監督ノエミ・ルヴォウスキ、1994年 - 製作主任
- 『ランジュ・ノワール 甘い媚薬』 L'ange noir : 監督ジャン＝クロード・ブリソー、1994年 - 製作主任
- 『ポネット』 Ponette : 監督ジャック・ドワイヨン、1996年 - エグゼクティヴプロデューサー
- Un air si pur... : 監督イヴ・アンジェロ、1997年 - エグゼクティヴプロデューサー
- 『たれ込み屋』 Le cousin : 監督アラン・コルノー、1997年 - エグゼクティヴプロデューサー
- 『ヴァンドーム広場』 Place Vendôme : 監督ニコール・ガルシア、1998年 - エグゼクティヴプロデューサー
- 『溺れゆく女』 Alice et Martin : 監督アンドレ・テシネ、1998年 - エグゼクティヴプロデューサー
- 『あまりにも大きな (小さな) 愛 』 Trop (peu) d'amour : 監督ジャック・ドワイヨン、1998年 - 製作主任
- 『だれが月を引き抜くか』 Qui plume la lune? : 監督クリスティーヌ・カリエール、1999年 - エグゼクティヴプロデューサー
- 『年下のひと』 Les enfants du siècle : 監督ディアーヌ・キュリス、1999年 - アソシエイトプロデューサー
- 『ブッシュ・ド・ノエル』 La bûche : 監督ダニエル・トンプソン、1999年 - エグゼクティヴプロデューサー
- 『故郷への旅 / VOYAGE』 Voyages : 監督エマニュエル・ファンキエル、1999年 - 協力

### 2000年代
- 『焼け石に水』 Gouttes d'eau sur pierres brûlantes : 監督フランソワ・オゾン、2000年 - プロデューサー: レ・フィルム・アラン・サルド
- 『ラヴ・ミー』 Love me : 監督レティシア・マッソン、2000年 - プロデューサー
- 『俳優たち』 Les acteurs : 監督ベルトラン・ブリエ、2000年 - エグゼクティヴプロデューサー
- 『シックス・パック』 Six-Pack : 監督アラン・ベルベリアン、2000年 - エグゼクティヴプロデューサー
- 『アマゾーヌ』 Amazone : 監督フィリップ・ド・ブロカ、2000年 - エグゼクティヴプロデューサー
- Le coeur à l'ouvrage : 監督ロラン・デュソ、2000年 - プロデューサー
- Le sens des affaires : 監督ギイ＝フィリップ・ベルタン、2000年 - エグゼクティヴプロデューサー / 製作主任
- 『明日にはよくなるさ』 Ça ira mieux demain : 監督ジャンヌ・ラブリューヌ、2000年 - アソシエイト共同プロデューサー
- 『父よ』 Mon père, il m'a sauvé la vie : 監督ジョゼ・ジョヴァンニ、2001年 - エグゼクティヴプロデューサー
- 『ルーヴルの怪人』 Belphégor - Le fantôme du Louvre : 監督ジャン＝ポール・サロメ、2001年 - エグゼクティヴプロデューサー
- 『ピアニスト』 La pianiste : 監督ミヒャエル・ハネケ、2001年 - エグゼクティヴプロデューサー
- 『片道』 Un aller simple : 監督ロラン・エヌマン、2001年 - エグゼクティヴプロデューサー
- 『デュラス 愛の最終章』 Cet amour-là : 監督ジョゼ・ダヤン、2001年 - エグゼクティヴプロデューサー
- 『ミシェル』 Dieu est grand, je suis toute petite : 監督パスカル・バイイ、2001年 - エグゼクティヴプロデューサー
- 『女はみんな生きている』 Chaos : 監督コリーヌ・セロー、2001年 - エグゼクティヴプロデューサー
- 『メイキング・オヴ・ルーヴルの怪人』 Belphegor: Making of : 監督ダヴィ・デシット、ビデオ映画、2001年 - エグゼクティヴプロデューサー
- 『アパートメント5C室』 Apartment #5C : 監督ラファエル・ナジャリ、2002年 - 製作統括 / 製作管理統括
- 『レセ・パセ 自由への通行許可証』 Laissez-passer : 監督ベルトラン・タヴェルニエ、2002年 - アソシエイトプロデューサー
- 『戦士の兄弟』 Le frère du guerrier : 監督ピエール・ジョリヴェ、2002年 - エグゼクティヴプロデューサー
- 『見えない嘘』 L'adversaire : 監督ニコール・ガルシア、2002年 - エグゼクティヴプロデューサー
- 『聞かせてよ、愛の言葉を』 Parlez-moi d'amour : 監督ソフィー・マルソー、2002年 - エグゼクティヴプロデューサー
- 『シェフと素顔と、おいしい時間』 Décalage horaire : 監督ダニエル・トンプソン、2002年 - エグゼクティヴプロデューサー
- C'est le bouquet! : 監督ジャンヌ・ラブリューヌ、2002年 - アソシエイトプロデューサー
- 『赤ちゃんに乾杯! 18年後』 18 ans après : 監督コリーヌ・セロー、2003年 - エグゼクティヴプロデューサー
- 『畏れ慄いて』 Stupeur et tremblements : 監督アラン・コルノー、2003年 - エグゼクティヴプロデューサー
- 『一人っ娘』 Filles uniques : 監督ピエール・ジョリヴェ、2003年 - エグゼクティヴプロデューサー
- 『リリィ』 La petite Lili : 監督クロード・ミレール、2003年 - アソシエイトプロデューサー
- 『恍惚』 Nathalie... : 監督アンヌ・フォンテーヌ、2003年 - エグゼクティヴプロデューサー
- 『オドレイ・トトゥ in ハッピーエンド』 Nowhere to Go But Up : 監督アモス・コレック、2003年 - エグゼクティヴプロデューサー
- 『親密すぎるうちあけ話』 Confidences trop intimes : 監督パトリス・ルコント、2004年 - エグゼクティヴプロデューサー
- 『ライフ・イズ・ミラクル』 Zivot je cudo : 監督エミール・クストリッツァ、2004年 - エグゼクティヴプロデューサー
- 『グレート・ビギン』 Genesis : 監督クロード・ニュリザニー / マリー・プレンヌー、2004年 - エグゼクティヴプロデューサー
- 『ヴェラ・ドレイク』 Vera Drake : 監督、2004年 - エグゼクティヴプロデューサー
- 『モンテーニュ通りのカフェ』 Fauteuils d'orchestre : 監督ダニエル・トンプソン、2006年 - プロデューサー
- 『カリフォルニア』 La Californie : 監督ジャック・フィエスキ、2006年 - プロデューサー
- 『夏の訪問者』 Le passager de l'été : 監督フロランス・モンコルジェ＝ギャバン、2006年 - プロデューサー
- 『プレジデント』 Président : 監督リオネル・デルプランク、2006年 - 共同プロデューサー
- Si c'était lui... : 監督アンヌ＝マリー・エチエンヌ、2007年 - プロデューサー
- Le premier cercle : 監督ロラン・テュエル、2009年 - プロデューサー
- 『コード』 Le code a changé : 監督ダニエル・トンプソン、2009年 - プロデューサー
- 『枕元の男』 L'homme de chevet : 監督アラン・モンヌ、2009年 - プロデューサー

### 2010年代
- Joseph et la fille : 監督グザヴィエ・ド・シューダン、2010年 - プロデューサー

## 関連事項
- テルマ・フィルム （fr:Thelma Films）
- ヴァランシエンヌ映画祭 （fr:Festival du film d'aventures de Valenciennes）

## 註
1. ↑  fr:Christine Gozlan（28 juin 2009 à 22:13版）の記述を参照。
2. 1 2    1. 外部リンク欄、テルマ・フィルム公式サイトのリンク先記述を参照。二重リンクを省く。